# Isolabona
Isolabona (im Ligurischen: L’isura) ist eine norditalienische Gemeinde mit 675 Einwohnern (Stand 31. Dezember 2023) in der Region Ligurien, politisch gehört sie zur Provinz Imperia.

## Geographie
Isolabona liegt im Val Nervia, zwischen den Berggemeinden Rocchetta Nervina im Norden und Dolceacqua im Süden. Der auf einem Berg gelegene und von einer Stadtmauer umgebene Ort ist ein typischer Vertreter der ligurischen Bergdörfer. Enge Gassen verbinden die zwei Hauptplätze Piazza Piccola und Piazza Grande. Auf dem ersten befindet sich ein achteckiger Springbrunnen aus dem Jahr 1486, an der Piazza Grande liegen hingegen das Oratorium und die Pfarrkirche.
Der Name Isolabona ist aus den Worten Insula, was zu deutsch Insel bedeutet und auf die Lage des Dorfes auf einer Insel im Fluss Nervia hinweist, und aus dem Wort bona zusammengesetzt, was mit gut übersetzt werden kann und für die Herzlichkeit und Gastfreundschaft der Bewohner, wie auch für das milde Klima stehen soll.
Isolabona gehört zu der Comunità Montana Intemelia und ist circa 52 Kilometer von der Provinzhauptstadt Imperia entfernt.
Nach der italienischen Klassifizierung bezüglich seismischer Aktivität wurde die Gemeinde der Zone 3 zugeordnet. Das bedeutet, dass sich Isolabona in einer seismisch wenig aktiven Zone befindet.

## Klima
Die Gemeinde wird unter Klimakategorie D klassifiziert, da die Gradtagzahl einen Wert von 1502 besitzt. Das heißt, die in Italien gesetzlich geregelte Heizperiode liegt zwischen dem 1. November und dem 15. April für jeweils 12 Stunden pro Tag.

## Kulinarische Spezialitäten
In der Umgebung wird auch der einzig nennenswerte DOC-Rotwein Liguriens angebaut – der Rossese di Dolceacqua.

## Persönlichkeiten
- Candido Domenico Moro (1880–1952), römisch-katholischer Apostolischer Vikar von Benghazi